# Born to Be On Air!
Born to Be On Air! (litt. « Née pour être en direct ! »), également connue au Japon sous le nom de Nami yo kiitekure (波よ聞いてくれ, litt. « Que les vagues m'écoutent »), est une série de manga écrite et dessinée par Hiroaki Samura. L'histoire suit les efforts acharnés de Minare Koda qui a débuté en tant qu'animatrice de radio à la suite d'une proposition d'un directeur d'antenne dans la ville de Sapporo à Hokkaidō. Le manga est actuellement prépubliée dans le magazine Monthly Afternoon de Kōdansha depuis juillet 2014. La version française est publiée par Pika Édition depuis octobre 2016,. Elle est aussi connue sous son nom anglais Wave, Listen to Me!.
Une adaptation en une série télévisée d'animation par le studio Sunrise est diffusée pour la première fois entre le 4 avril et le 20 juin 2020,.

## Intrigue
Le 4 juin 2015, Minare Koda, qui travaille au restaurant de soupe de curry « VOYAGER » dans la ville de Sapporo à Hokkaidō, remarque que sa voix est diffusée à la radio sur son lieu de travail. La source sonore diffusée provient en réalité d'un enregistrement de la veille, quand Minare se plaignait auprès d'un certain Kanetsugu Matō d'avoir le cœur brisé après une rupture, mais ce qu'elle ne savait pas c'est que l'homme qu'elle a rencontré par hasard est le directeur d'antenne de la station de radio locale « Moiwayama Radio Station - MRS » qui en a profité pour enregistrer secrètement leur conversation. En comprenant rapidement la situation, Minare se hâte vers MRS pour arrêter la diffusion où elle y retrouve Matō. Et contrairement à ce qu'elle voulait, ce dernier parvient à la persuader de prendre la parole et d'exprimer librement ce qu'elle pense.
Après toute cette histoire, Minare a obtenu un programme de nuit au sein de la radio, commençant ainsi à travailler en tant qu'animatrice de radio tout en travaillant pour VOYAGER. Le programme de Minare, « Born to be on air » (波よ聞いてくれ, Nami yo kiitekure), a pour politique de « changer le projet à chaque fois » selon l'intention de Matō, et Minare va découvrir petit à petit le monde de la radio…

## Personnages
Minare Koda (鼓田ミナレ, Koda Minare)
Voix japonaise : Riho Sugiyama (ja),
Kanetsugu Matō (麻藤 兼嗣, Matō Kanetsugu)
Voix japonaise : Shinshū Fuji (ja),
Mizuho Nanba (南波 瑞穂, Nanba Mizuho)
Voix japonaise : Manaka Iwami (ja),
Katsumi Kureko (久連 木克三, Kureko Katsumi)
Voix japonaise : Kazuhiro Yamaji (ja),
Madoka Chishiro (茅代 まどか, Chishiro Madoka)
Voix japonaise : Sayaka Ohara,
Ryūsuke Kōmoto (甲本 龍丞, Kōmoto Ryūsuke)
Voix japonaise : Kaito Ishikawa,
Chūya Nakahara (中原 忠也, Nakahara Chūya)
Voix japonaise : Masaaki Yano (ja),
Makie Tachibana (城華 マキエ, Tachibana Makie)
Voix japonaise : Mamiko Noto,
Yoshiki Takarada (宝田 嘉樹, Takarada Yoshiki)
Voix japonaise : Bin Shimada,
Mitsuo Suga (須賀 光雄, Suga Mitsuo)
Voix japonaise : Daisuke Namikawa,
Shinji Oki (沖 進次, Oki Shinji)
Voix japonaise : Kōki Uchiyama,

## Productions et supports

### Manga
Nami yo kiitekure (波よ聞いてくれ), écrit et dessiné par Hiroaki Samura, est prépublié depuis le numéro de septembre 2014 du magazine de prépublication de Seinen manga, le Monthly Afternoon, paru le 25 juillet 2014. Les chapitres sont rassemblés et édités dans le format tankōbon par Kōdansha avec le premier volume publié en mai 2015 ; la série compte à ce jour dix volumes tankōbon.
En septembre 2016, Pika Édition a annoncé l'acquisition de la licence du manga pour la version française sous le nom Born to Be On Air! dans sa collection Pika Seinen et dont le premier volume est sorti en octobre 2016,. En Amérique du Nord, le manga est publié numériquement par la maison d'édition Kodansha Comics depuis janvier 2017 sous le titre Wave, Listen to Me!. Une version italienne est éditée par Star Comics depuis mai 2017,.

#### Liste des volumes
| no | Japonais          | Japonais          | Français          | Français          |
| no | Date de sortie    | ISBN              | Date de sortie    | ISBN              |
| -- | ----------------- | ----------------- | ----------------- | ----------------- |
| 1  | 22 mai 2015       | 978-4-06-388058-8 | 19 octobre 2016   | 978-2-8116-3103-1 |
| 2  | 23 février 2016   | 978-4-06-388125-7 | 18 janvier 2017   | 978-2-8116-3379-0 |
| 3  | 22 novembre 2016  | 978-4-06-388214-8 | 17 mai 2017       | 978-2-8116-3494-0 |
| 4  | 22 septembre 2017 | 978-4-06-388288-9 | 21 février 2018   | 978-2-8116-3762-0 |
| 5  | 23 juillet 2018   | 978-4-06-511983-9 | 6 mars 2019       | 978-2-8116-4570-0 |
| 6  | 22 mars 2019      | 978-4-06-514837-2 | 18 septembre 2019 | 978-2-8116-5099-5 |
| 7  | 23 décembre 2019  | 978-4-06-517924-6 | 8 juillet 2020    | 978-2-8116-5644-7 |
| 8  | 23 octobre 2020   | 978-4-06-521107-6 | 22 septembre 2021 | 978-2-8116-6491-6 |
| 9  | 21 janvier 2022   | 978-4-06-526548-2 | 26 octobre 2022   | 978-2-8116-7129-7 |
| 10 | 21 avril 2023     | 978-4-06-531373-2 | 15 novembre 2023  | 978-2-8116-8470-9 |

### Anime
Une adaptation en une série télévisée d'animation a été annoncée par Kōdansha dans le numéro d'avril 2019 du Monthly Afternoon, publié le 8 octobre 2019,. Celle-ci est réalisée par Tatsuma Minamikawa chez Sunrise avec les scripts écrits par Shōji Yonemura et les character designs de Takumi Yokota, accompagnée d'une bande originale composée par Motoyoshi Iwasaki,. La série est diffusée pour la première fois au Japon entre le 4 avril et le 20 juin 2020 dans la case horaire sur Animeism sur MBS et TBS, et un peu plus tard sur BS-TBS, HBC, AT-X,. Douze épisodes composent la série, répartis dans deux coffrets Blu-ray et six coffrets DVD.
Wakanim détient les droits de diffusion en simulcast de la série dans les pays francophones sous le titre Born to Be On Air! ; mais également en Allemagne, en Autriche, dans les pays nordiques et dans les pays russophones sous le titre Wave, Listen to Me!,,. En Amérique du Nord, la série est acquise par Funimation qui diffusera à la fois une version sous-titrée en simulcast et une version doublée en anglais.
La chanson de l'opening, intitulée aranami (ja), est réalisée par le groupe de rock japonais tacica (ja), tandis que celle de l'ending, intitulée Pride, est interprétée par Harumi (ja),.

#### Liste des épisodes
| No | Titre français                            | Titre japonais     | Titre japonais            | Date de 1re diffusion |
| No | Titre français                            | Kanji              | Rōmaji                    | Date de 1re diffusion |
| -- | ----------------------------------------- | ------------------ | ------------------------- | --------------------- |
| 1  | Je ne te pardonnerai pas                  | お前を許さない     | Omae o yurusanai          | 4 avril 2020          |
| 2  | Je les hais                               | 奴らが憎い         | Yatsura ga nikui          | 11 avril 2020         |
| 3  | Vous êtes mous                            | お前らは緩い       | Omaera wa yurui           | 18 avril 2020         |
| 4  | Tu ne souris pas                          | 君は笑わない       | Kimi wa warawanai         | 25 avril 2020         |
| 5  | Tu ne repartiras pas en vie               | 生かして帰さない   | Ikashite kisanai          | 2 mai 2020            |
| 6  | Ce genre de choses n'existe pas           | そんなものはいない | Son'na mono wa inai       | 9 mai 2020            |
| 7  | J'ai envie de chialer                     | 私は哭きたい       | Watashi wa nakitai        | 16 mai 2020           |
| 8  | Je ne peux pas en parler au téléphone     | 電話じゃ話せない   | Denwa ja hanasenai        | 23 mai 2020           |
| 9  | Je ne te crois pas                        | お前を信じない     | Omae o shinjinai          | 30 mai 2020           |
| 10 | Je devrais m'y mettre                     | 私がせねばなるまい | Watashi ga seneba narumai | 6 juin 2020           |
| 11 | Je n'ai pas peur des créatures anaérobies | 嫌気生物は畏れない | Kenkiseibutsu wa osorenai | 13 juin 2020          |
| 12 | Je veux que tu m'entendes                 | あなたに届けたい   | Anata ni todoketai        | 20 juin 2020          |

### Live action
Une adaptation en live action en huit épisodes de 48 minutes a été diffusée entre le 21 avril 2023 et le 09 juin 2023 sur la chaine TV Asahi avec l'actrice Fuka Koshiba dans le rôle du personnage de Minare Koda.

## Accueil
La série est classée 5e pour le Prix Comic Natalie (コミックナタリー大賞) en 2015.
Elle se place 6e pour les lecteurs masculins dans l'édition de 2016 du guide Kono Manga ga sugoi! de Takarajimasha sorti en 2015.
Le guide annuel THE BEST MANGA 2016 Kono Manga o yome (ja) (THE BEST MANGA 2016 このマンガを読め！) a nommé Nami yo kiitekure 3e meilleure série sur une sélection de 10 séries basée sur 47 critiques de libraires et d'éditeurs recueillies entre le 1er novembre 2014 et le 31 octobre 2015.
Nommée pour la 9e édition du Grand prix du manga en 2016, Nami yo kiitekure finit 6e avec 43 points. Pour l'édition suivante en 2017, la série se place 5e avec 48 points. Nami yo kiitekure est de nouveau sélectionnée en 2020 pour la 13e édition et s'est classée 4e avec 57 points.